# Genté
Genté ist eine südwestfranzösische Gemeinde mit 929 Einwohnern (Stand 1. Januar 2022) im Département Charente in der Region Nouvelle-Aquitaine.

## Lage
Genté liegt in einer Höhe von etwa 65 Metern ü. d. M. und etwa 8 Kilometer (Fahrtstrecke) südlich von Cognac; der Hauptort des Kantons, Segonzac, befindet sich etwa 8 Kilometer östlich. Die sehenswerte Doppelgemeinde Salles-d’Angles liegt nur 2,5 bzw. 4,5 Kilometer südwestlich.

## Bevölkerungsentwicklung
| Jahr      | 1968 | 1975 | 1982 | 1990 | 1999 | 2007 | 2016 |
| Einwohner | 607  | 694  | 755  | 851  | 830  | 877  | 897  |

Bei der ersten Volkszählung in Frankreich im Jahre 1793 hatte der Ort 592 Einwohner; in der Mitte des 19. Jahrhunderts waren es knapp 1000. Als Nachwirkung der Reblauskrise ging die Bevölkerungszahl Ende des 19. und zu Beginn des 20. Jahrhunderts auf etwa 500 bis 600 zurück.

## Wirtschaft
Die Landwirtschaft und vor allem der Weinbau spielten in den Dörfern der Charente immer schon eine wichtige Rolle. Während Getreide, Gemüse und Ölsaaten (Sonnenblumen) vorwiegend für den eigenen Bedarf angebaut wurden, konnte man mit dem Wein- (später auch Branntwein-) Export nach England, Schottland und andere Länder Nordeuropas gutes Geld verdienen, wobei sich allerdings die Weinbauern mit dem geringeren Teil des Verdienstes begnügen mussten. Heute gehört das Südufer der Charente bei Genté zur Lage der Grande Champagne innerhalb des großen Anbaugebiets der Cognac-Weine.
Am nördlichen Rand der Gemeinde liegt mit dem Militärflugplatz Cognac-Châteaubernard ein weiterer wichtiger Arbeitgeber der Region.

## Geschichte
Auf dem Gebiet der Gemeinde wurden neolithische Kleinfunde gemacht; römische oder gallorömische Dinge wurden bislang nicht gemacht. Wie die örtliche Kirche zeigt, war Genté im Mittelalter besiedelt; im Jahr 1281 vermachte Guido I. von Lusignan die Orte Genté und Salles an seinen Neffen Guy de Mortemer. Im 16. Jahrhundert ging der Besitz an die Familie La Rochefoucauld über. Über Zerstörungen während der religiös motivierten Auseinandersetzungen zwischen Katholiken und Protestanten im 16. Jahrhundert ist nichts bekannt; auch von den Ereignissen der Französischen Revolution blieb der Ort weitestgehend unberührt.

## Sehenswürdigkeiten

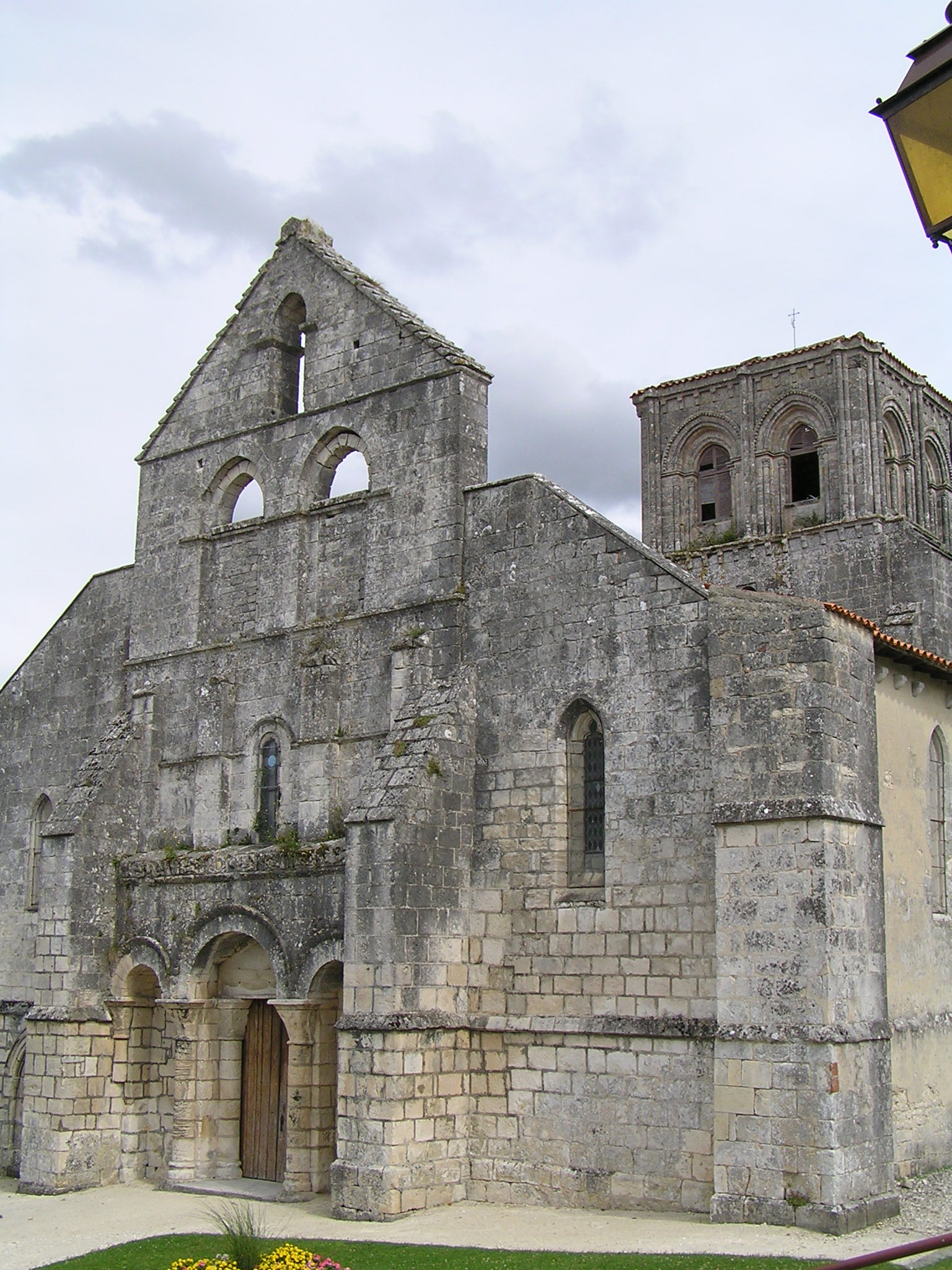
Kirche Saint-Médard, Westseite

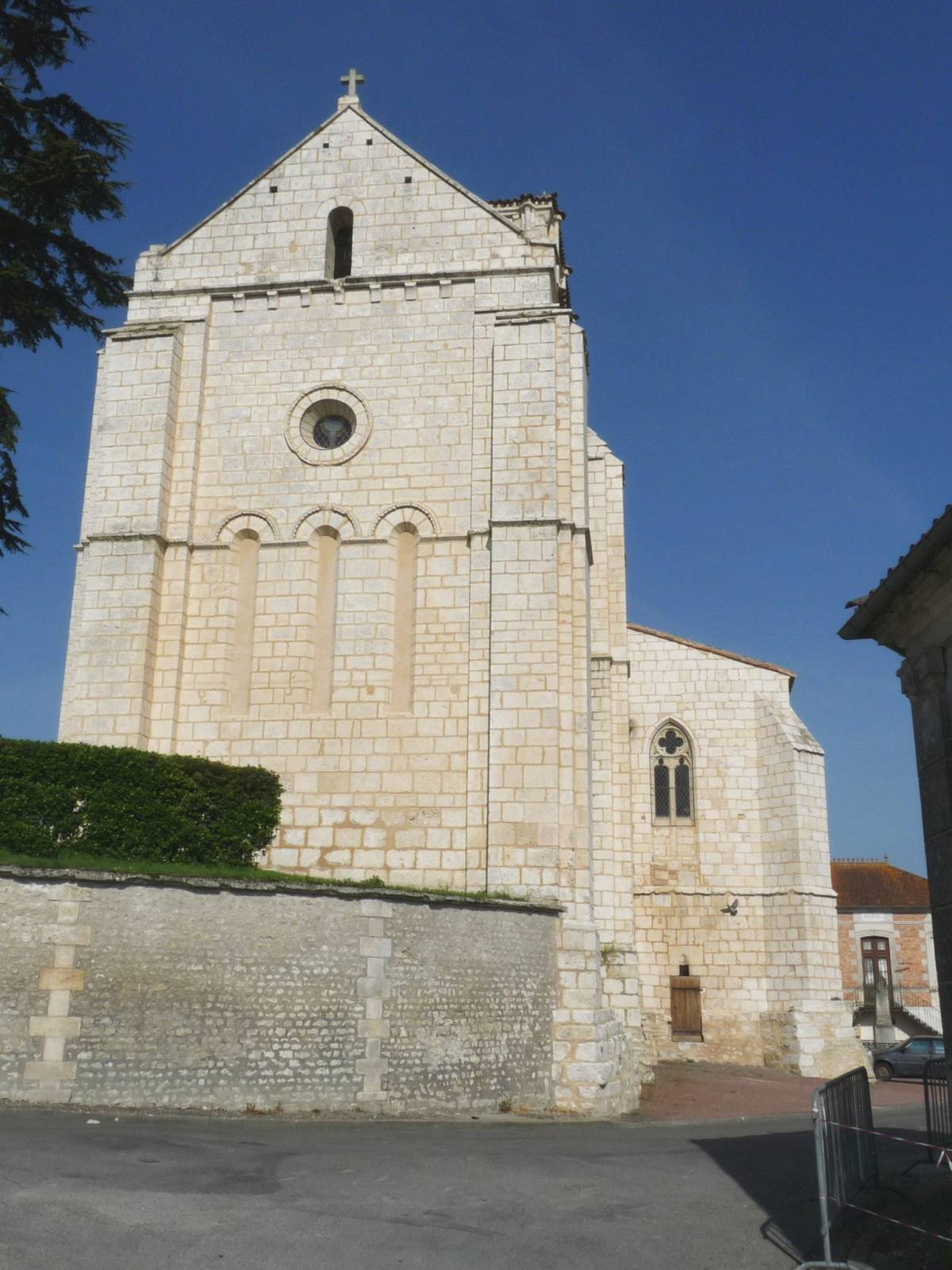
Kirche Saint-Médard, Ostseite

- Die Kirche Saint-Médard wurde im 11. Jahrhundert gegründet; aus dem 12. Jahrhundert stammen die Chorpartie mit ihrer außergewöhnlichen Giebelfassade, der Vierungsturm und das Westportal, welches ehemals in das nur einschiffige Innere der Kirche führte. Ihr heutiges Aussehen erhielt sie durch den Neubau des nunmehr dreischiffigen Langhauses im 14. Jahrhundert. Sie ist sowohl hinsichtlich der Fassadengestaltung als auch wegen ihres dreischiffigen gotischen Langhauses für einen Kirchenbau der Charente ziemlich ungewöhnlich: Die Westfassade wirkt in ihrer Steinbearbeitung sehr einheitlich; die Portalzone besteht aus drei Bögen, von denen der mittlere leicht erhöht ist (Triumphbogenmotiv); darüber befindet sich ein Figurenfries mit Fabelwesen. Ein weiteres Portal führt ins nördliche Seitenschiff und zeigt – ebenso wie die Fenster der Seitenschiffe – eindeutig gotische Formen. Die mächtigen stabilisierenden Strebepfeiler am Außenbau sind Hinzufügungen des 16. Jahrhunderts; möglicherweise wurden in diesem Zusammenhang die Fenster des gotischen Langhauses verkleinert. Der Kirchenbau wurde im Jahr 1984 als Monument historique[1][2] anerkannt. Auch mehrere Ausstattungsgegenstände wurden als kulturell bedeutsam erfasst.[3]
- Unweit des Ortes steht ein Brunnen, dessen Wasser in mehrere Becken floss, die sowohl als Waschplätze (lavoirs) als auch als Viehtränken (abreuvoirs) genutzt wurden.
- Mehrere Bauernhäuser (fermes), das Pfarrgebäude (presbytère) und die Schule sind ebenfalls von historischer Bedeutung[4]